# Diplocyclos palmatus
Diplocyclos palmatus är en gurkväxtart. Diplocyclos palmatus ingår i släktet Diplocyclos och familjen gurkväxter.

## Underarter
Arten delas in i följande underarter:
- D. p. affinis
- D. p. palmatus
- D. p. pedata

## Bildgalleri

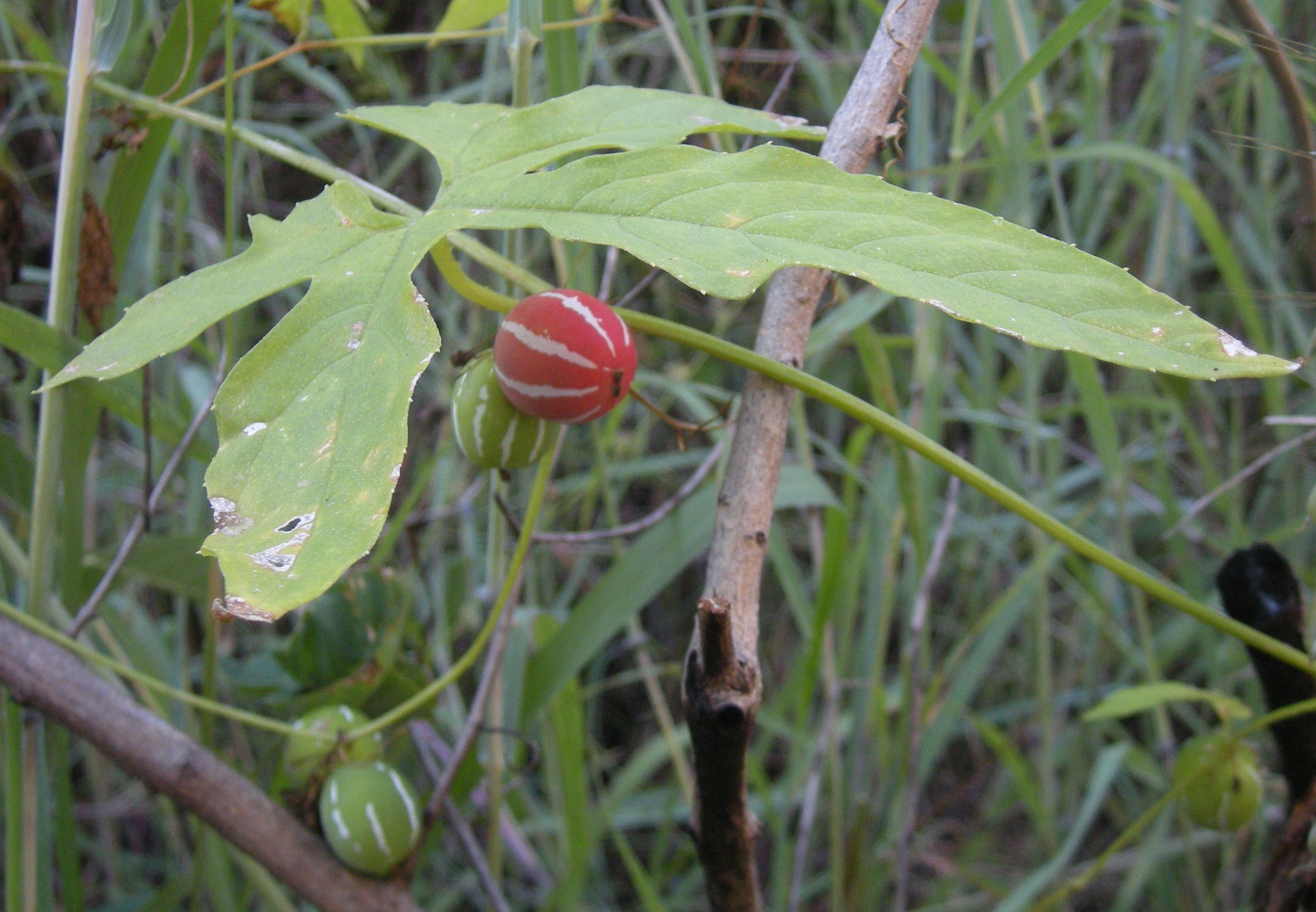
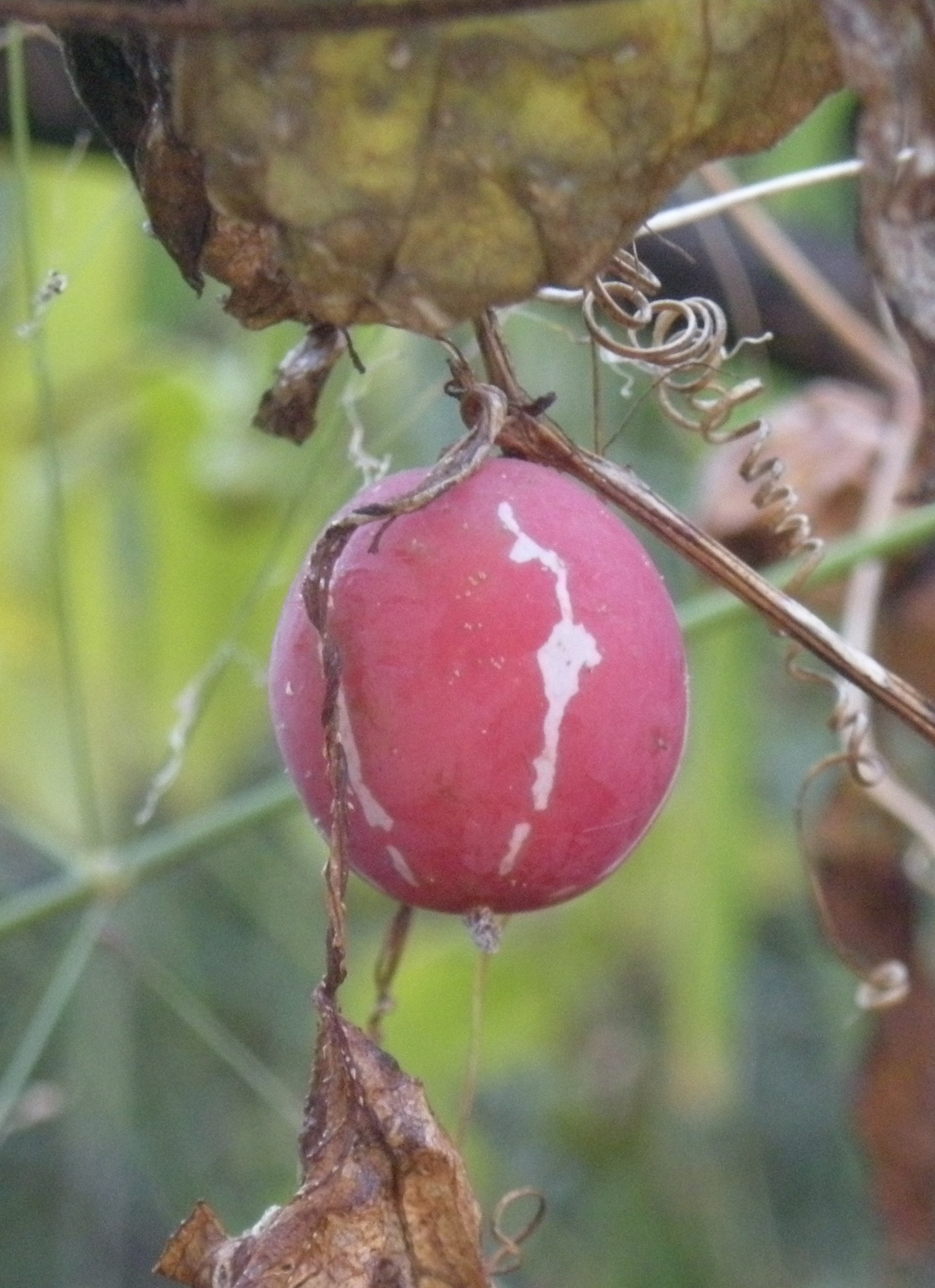
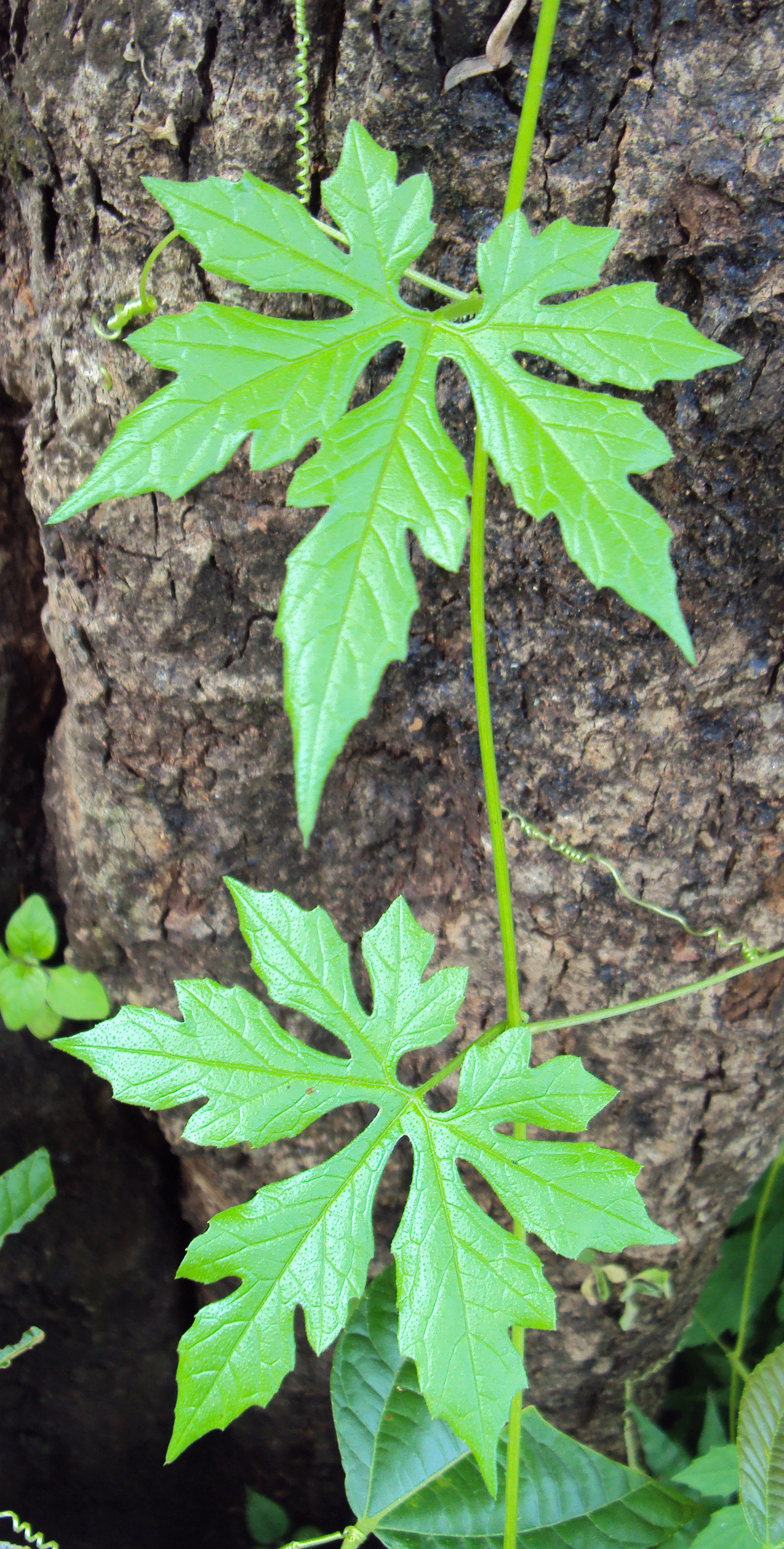
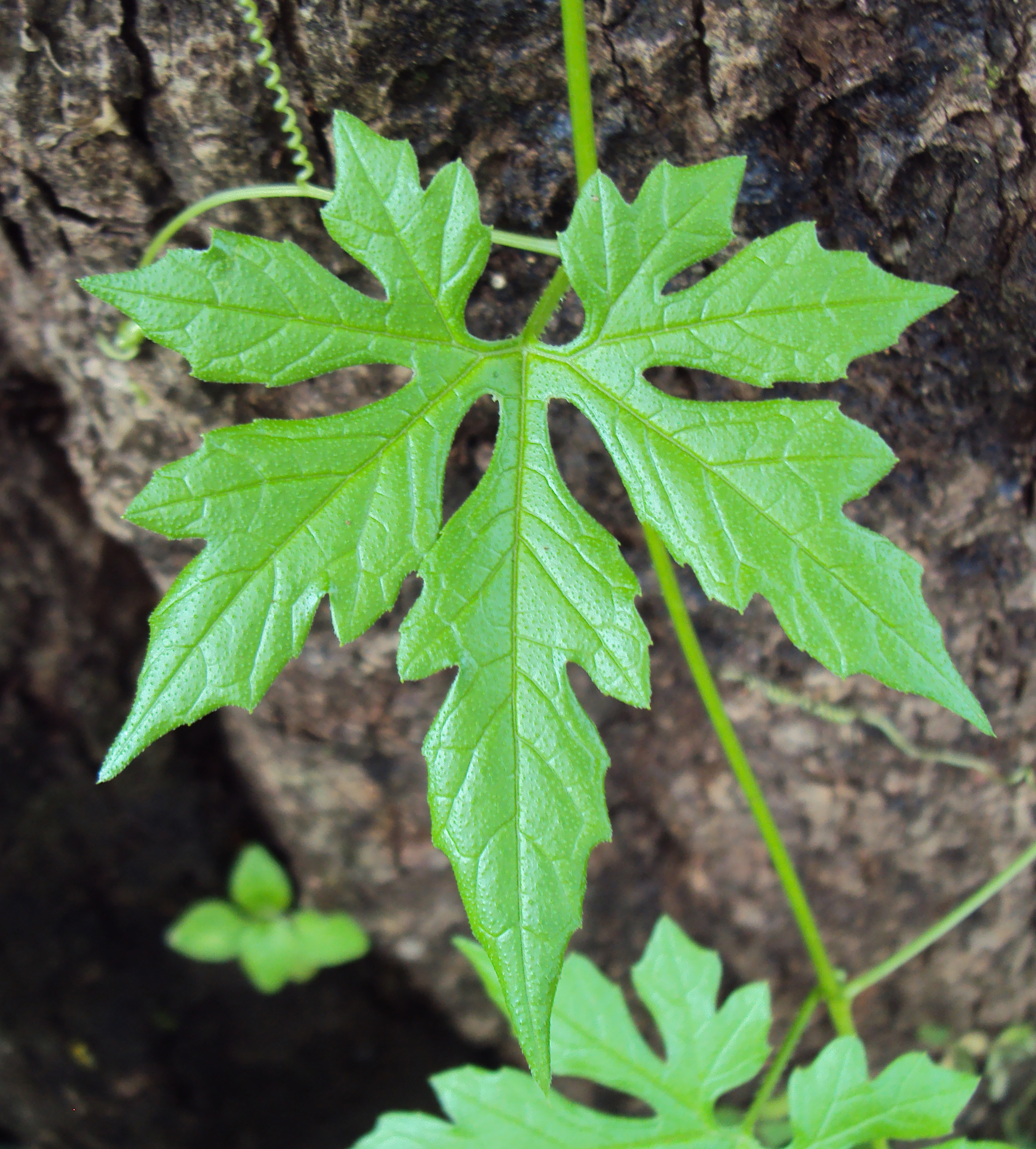